# Art Rupe
Arthur „Art“ N. Rupe (* 5. September 1917 in Greensburg, Pennsylvania als Arthur Newton Goldberg; † 15. April 2022 in Santa Barbara, Kalifornien) war ein amerikanischer Musikproduzent, Musikverleger und Gründer von Specialty Records.

## Leben
Art Rupe wurde am 5. September 1917 in Greensburg, Pennsylvania geboren. Sein Vater David, der Möbelhändler war, spielte in einer Band Bass. In der örtlichen Kirche hörte der junge Arthur gerne dem Gospel-Chor zu. Er studierte zuerst in Oxford, Ohio und wechselte 1939 nach Los Angeles an die UCLA. Nach dem Abschluss entschied er sich für die Unterhaltungsbranche. Nach einem erfolglosen Versuch, ins Filmgeschäft einzusteigen, wurde Rupe 1944 schließlich der Partner von Bob Scherman von Atlas Records. Trotz namhafter Vertragsinterpreten wie Nat King Cole, Frankie Laine, Johnny Moore’s Three Blazers und Charles Brown ging Atlas pleite und Art verlor sein Investment. Atlas hatte als Independent-Label versucht, auf dem Pop-Markt den Major-Labeln Konkurrenz zu machen.
Um diese Erfahrung reicher, analysierte Rupe daraufhin die Hit-Potentiale der Spartenmärkte und entschied sich, ins Rhythm-and-Blues-Geschäft der schwarzen Musikbranche zu wechseln, welches von den großen Labeln weitgehend ignoriert wurde. Mit Boogie #1 der Sepia Tones startete Rupe 1945 sein erstes eigenes Label Juke Box Records und hatte mit 70.000 verkauften Singles auch schnell einen Achtungserfolg. So konnte er Marion „The Blues Woman“ Abernathy, Roosevelt „The Blues Man“ Sykes und Roy Milton unter Vertrag nehmen. Abernathys Voo-it! Voo-it! und Miltons R. M. Blues wurden ebenfalls zu Verkaufsschlagern. Rupe ging mit Al Middleman von Sterling Records eine Partnerschaft ein, welche die gegenseitige Miteignerschaft der jeweiligen Labels beinhaltete. Bald fürchtete Rupe aber die Einflussnahme von Eli Oberstein, der Talentscout bei Victor Records war und mit Middleman das Label Hit Records betrieb. Er verkaufte alle Anteile von Juke Box und Sterling und eröffnete mit einigen Masterbändern mit Specialty Records eine neue Firma.
Rupe überredete Roy Milton, ihm zum neuen Label zu folgen. Das zog weitere Sänger des Jump Blues wie Joe Liggins und Joe Lutcher an. Ab 1948 nahm Rupe Gospelquartetts auf, was zukünftig ein Schwerpunkt von Specialty Records werden sollte. Rupes Interesse und Leidenschaft für den Gospel beeinflusste auch die Auswahl und Produktion säkularer Künstler der Unterhaltungsmusik, deren Emotionalität ihm stets wichtiger als die Perfektion der Aufnahmetechnik war.
Seit 1952 hatte das benachbarte Imperial Records mit Fats Domino im Rhythm and Blues von New Orleans großen Erfolg. Rupe suchte daher auch dort nach Talenten und entdeckte 1952 Lloyd Price, dessen Lawdy Miss Clawdy einer der ersten Crossover-Hits in den Popmarkt werden sollte. Seitdem war Cosimo Matassas J&M-Studio samt dessen Studio Band eine vielgebuchte Außenstelle von Specialty Records. Der große kommerzielle Durchbruch in beiden Märkten erfolgte schließlich 1955 mit dem Rock ’n’ Roll Little Richards. In die 1950er-Jahre fiel auch einer der größten kommerziellen Erfolge des Labels, Guitar Slims The Things That I Used to Do, der Song verblieb 42 Wochen in den R&B-Charts.
Gegen 1960 verlor Rupe nach einigen Rückschlägen das Interesse an der Musikbranche: Little Richard hatte seine religiöse Karriere gestartet, Sam Cooke war im Streit zusammen mit Produzent Bumps Blackwell zu Keen Records gewechselt und hatte dort großen Erfolg. Zudem zerbrach Rupes Ehe. Andere lukrative Geschäfte erleichterten Rupe die Entscheidung, das operative Geschäft von Specialty an andere Manager zu übertragen, die sich allerdings auf die Pflege und Neuauflage des bestehenden Katalogs zu konzentrieren begannen. Rupe selbst wurde sehr erfolgreich im Öl- und Immobilienhandel.
Rupe hielt sich aber bereit, um gegebenenfalls Little Richard bei einem möglichen Comebackversuch zu unterstützen. Bevor das 1964 auch passierte, hatte ihm der extravagante Rocker eine junge britische Beatband für den amerikanischen Markt empfohlen: die Entscheidung, die Beatles nicht unter Vertrag zu nehmen, ist neben dem Rausschmiss Sam Cookes die zweite große Fehlentscheidung seiner Karriere als Labelchef gewesen. Die Wiederbelebung der Aufnahmetätigkeit von Specialty Records mit Little Richards Bama Lama Bama Loo und einigen Stücken von Percy Mayfield und Don and Dewey war wenig erfolgreich und wurde nach kurzer Zeit wieder eingestellt. Rupes Tochter übernahm fortan die Bewirtschaftung des Specialty-Katalogs, bis dieser 1990 an Fantasy Records verkauft wurde.
Art Rupe gründete und führte seitdem eine Stiftung, die „Art Rupe Foundation“, die einen Lehrstuhl zur Erforschung des gesellschaftlichen Einflusses der Medien finanziert. In der kleinen pennsylvanischen Stadt, in der er aufwuchs, stiftete er eine Bücherei. Trotz seines inzwischen hohen Alters engagierte sich der Antialkoholiker und Vegetarier Art Rupe weiterhin im zivilgesellschaftlichen Bereich.
2007 wurde Rupe mit Ahmet Ertegün als „Non-Performer“ in die Blues Hall of Fame aufgenommen. Die ausgezeichneten Musiker dieses Jahres waren Dave Bartholomew, Dr. John, Guitar Slim und Sister Rosetta Tharpe. 2011 folgte die Aufnahme in die Rock and Roll Hall of Fame.